# اورتون (نبراسکا)
اورتون(به انگلیسی: Overton) شهری در ایالت نبراسکا کشور ایالات متحده آمریکا است که جمعیت آن در سرشماری سال ۲۰۱۰ میلادی، ۵۹۴ نفر بوده‌است.